# 友三角

友三角はしんたまの一部

友三角（ともさんかく）は牛肉の部位の1つ。ヒウチとも呼ばれる。
牛の後ろ足、牛もも肉は日本ではそともも、うちもも、らんいち（ランプとイチボ）、しんたまに大別される。足の付け根の部分がうちももで、その下に位置する丸い形状の塊肉がしんたまである。しんたまはしんしん、かめのこ、友三角の3つに細分される。
牛一頭から2キログラムから4キログラムほどしか採れない希少部位であり、もも肉のなかでは、最も脂がのっていて軟らかい部位となる。そのため精肉店での販売価格、焼肉店やステーキ店でも高価格であり、高級なメニューとして知られる。
切り出された塊肉の断面が三角形になっており、火打ち石のような形に見えることから、関西を中心に「ヒウチ」とも呼ばれている。